# الأبطال (الإسماعيلية)
الأبطال إحدى قرى مركز القنطرة شرق التابع لمحافظة الإسماعيلية بجمهورية مصر العربية.